# Pic del Joquiner
El Pic del Joquiner és una muntanya de 1.711,6 m alt situada a la carena que separa el terme comunal de Fontpedrosa del de Planès, tots dos de la comarca del Conflent, a la Catalunya del Nord.
Està situat a prop de l'extrem oest de la zona central del terme de Fontpedrosa i a l'est del de Planès, al sud-est del Coll d'en Guilla. És a ponent de Prats de Balaguer, en el Serrat del Joquiner.